# Pellinge

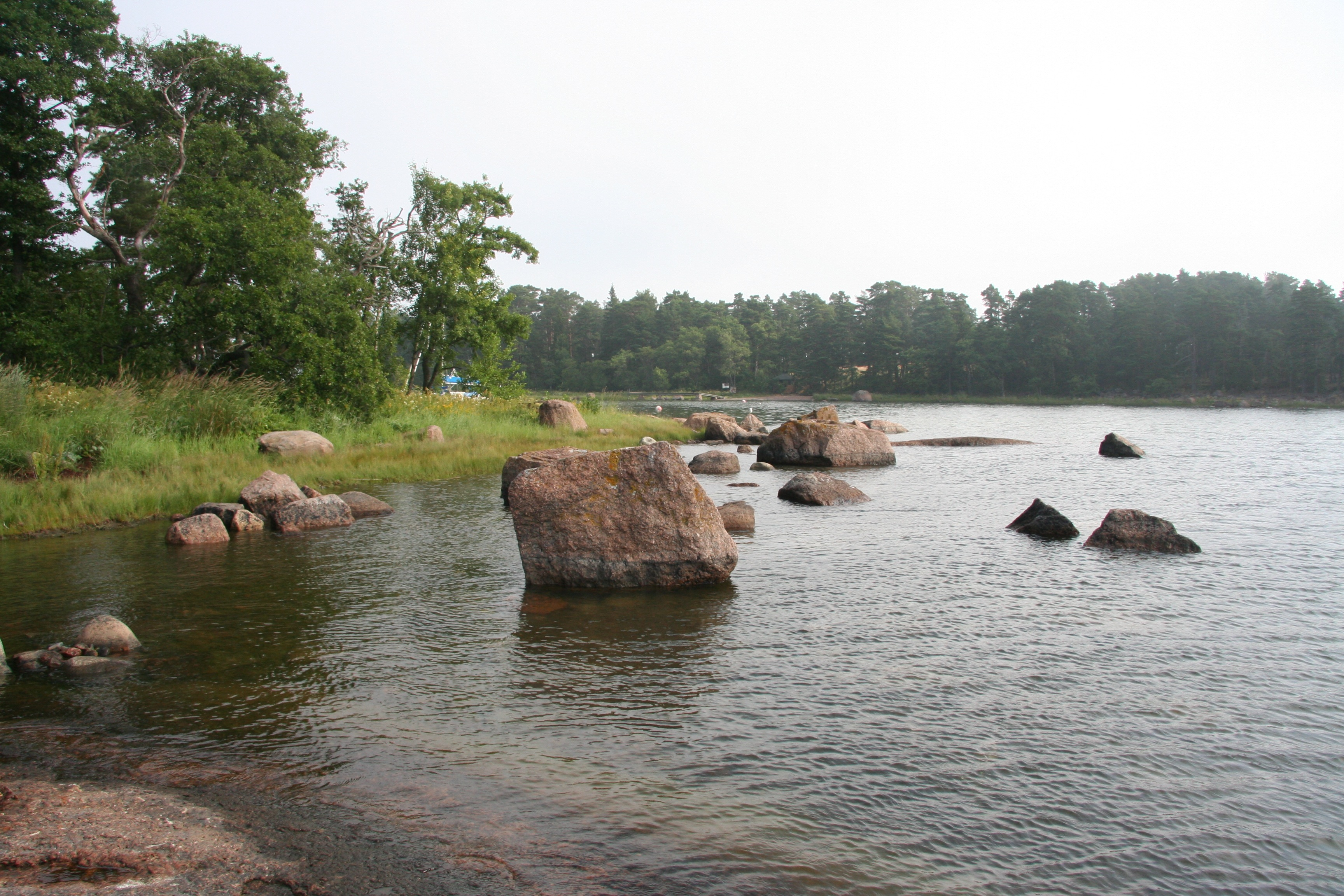
Äggskär.

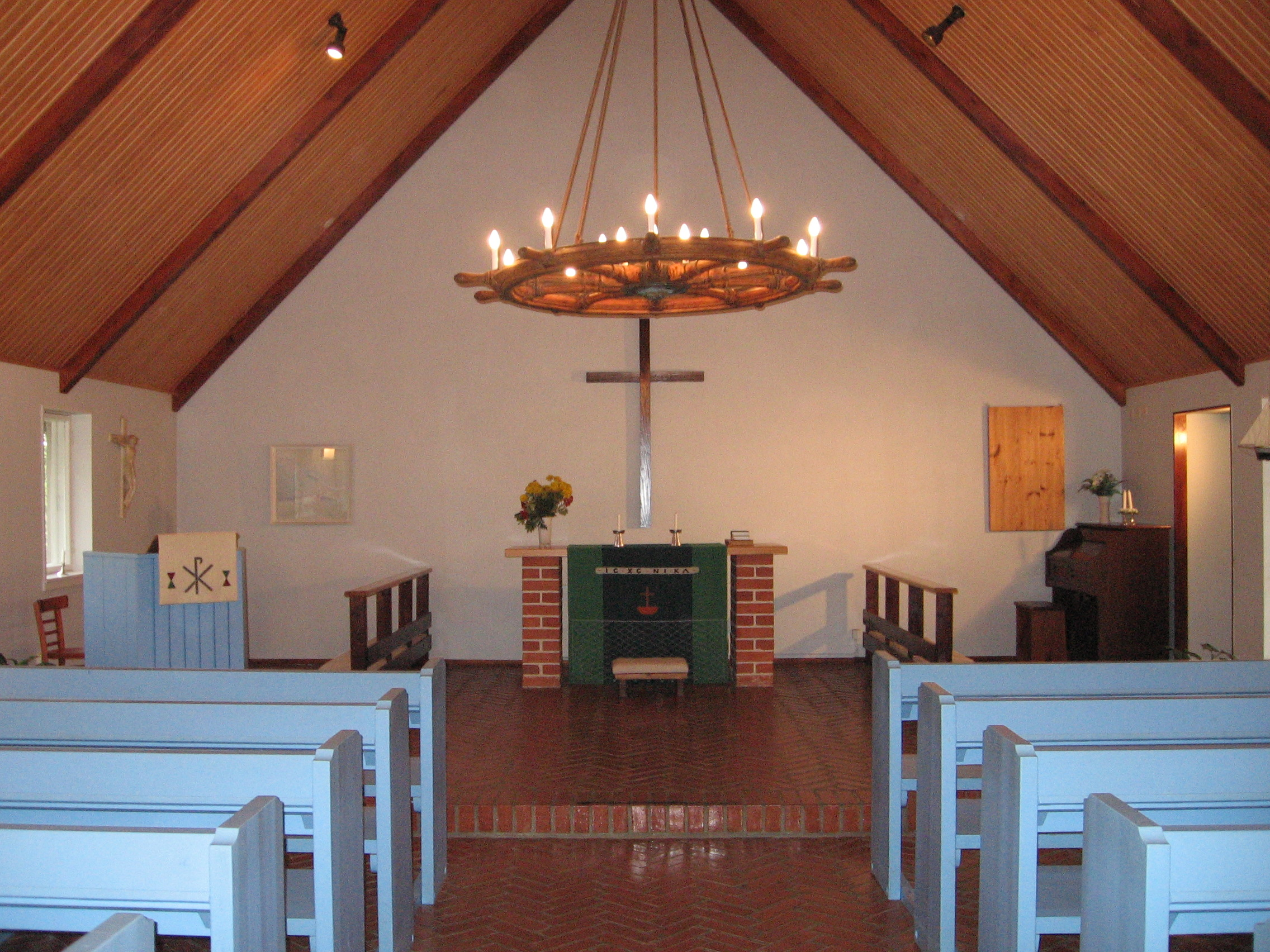
Sankt Olofs kapell på Ölandet, från 1959.

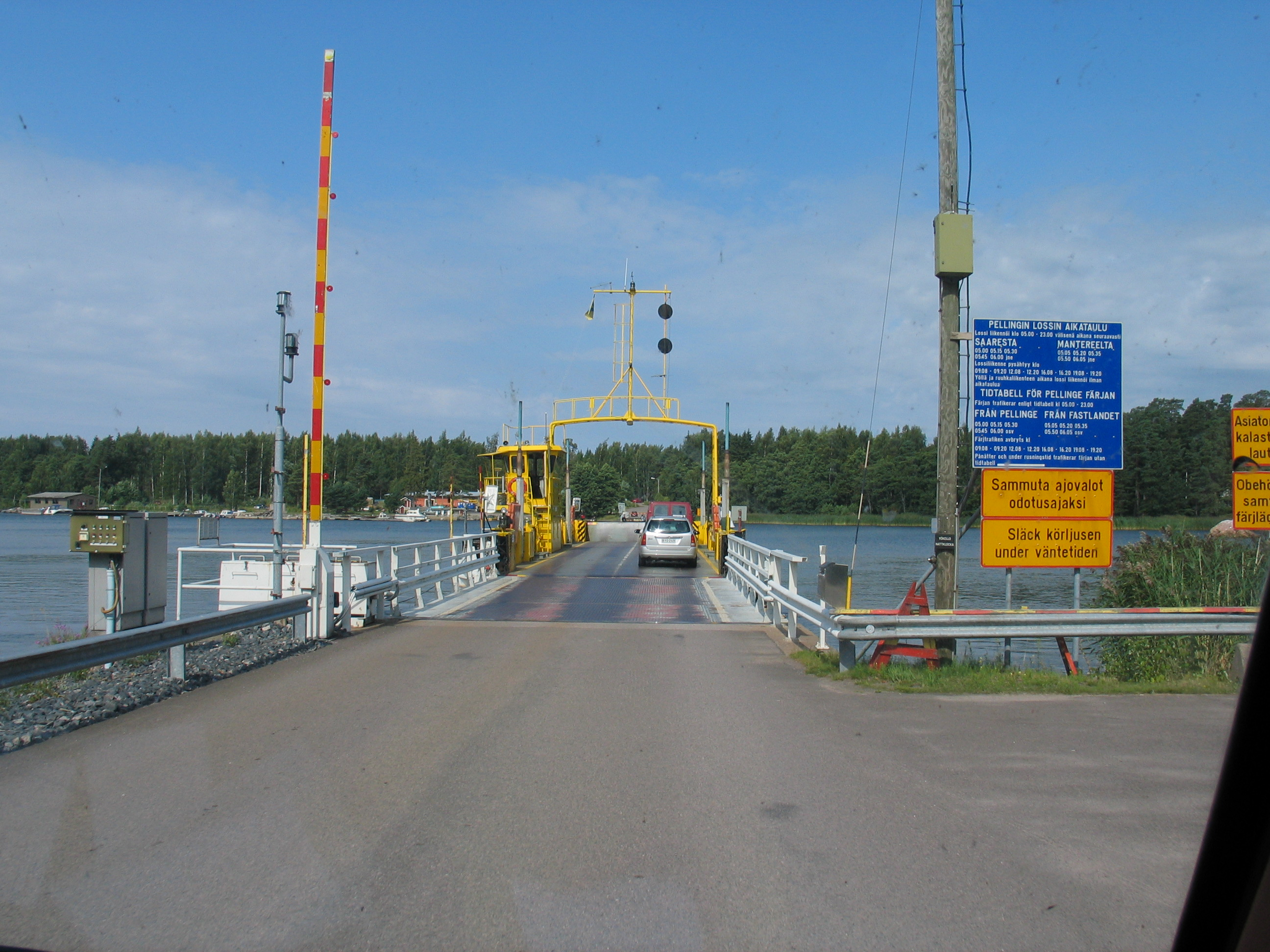
Färjan.

Pellinge (finska Pellinki) är en grupp öar i Nyland i den före detta kommunen Borgå landskommun, numera inom staden Borgås gränser. I Pellinge ingår bland andra öarna Lillpellinge, Storpellinge, Ölandet och Klovharun.
Bofast befolkning har funnits på öarna sedan åtminstone 1500-talet. Denna har huvudsakligen livnärt sig av fiske och jordbruk. Befolkningen uppgick till omkring 270 personer 2005. 
Det finns en färja mellan fastlandet och Sundön och från 1983 tre broar vidare till Storpellinge. Pellinge fyr var verksam 1835–63.
Under finska inbördeskriget utkämpades på öarna i februari 1918 en strid mellan en vit frikår och röda styrkor. En del av den vita kåren lyckade efter mödosamma färder rädda sig över Finska vikens isar till Estland. Tidigare[när?] fanns det en lotsstation i Pellinge.
Sankt Olofs kapell på Ölandet, ritades av Gunvor Ekholm och invigdes 1959.